# 莱阳战役
莱阳战役是第二次国共内战期间，解放军在山东省莱阳县取得胜利的一场战役。

## 背景
1947年，中国人民解放军华东野战军在七月分兵后连战连败，特别是南麻战役中，受到重挫。8月彻底丧失沂蒙山根据地，国共军事焦点转到交通供应根据地胶东及烟台。9月16日，中华民国国军占领中共胶东军区司令部所在地莱阳，10月1日攻占最终目标烟台，切断山东解放区和东北解放区的联系。10月中旬，国军基本占领胶东解放区。蒋介石随即将胶东兵团逐步调往其他战区，山东局势开始扭转。
突围出来的华东野战军在胶高追击战后收复胶东内陆多处。11月，国軍整25师（黄百韬）和整9师一部调往大别山战场。国军以整8师（李弥）分兵占据烟台、福山、蓬莱、龙口、威海等各出海口，以整编第64师（黄国梁）、第9师（王凌云）一部、整54师（阙汉骞）一部等集中在青岛、即墨、灵山一线。整第54师主力在海阳与解放军对峙之外。胶东半岛内地，只有莱阳被国军控制，莱阳处于胶东腹地，守军不断骚扰，对中共解放区腹地和补给线构成严重威胁，在蚬子湾、卧牛山战斗，重创华野9纵（司令员聂凤智)。

## 戰役經過
12月1日，华东野战军东线兵团司令许世友、政委谭震林决定进攻莱阳。国军整54師36旅106團团长胡翼烜严守莱阳多日，使主攻的华野7纵（司令员成钧）彻底失去战斗力。接替进攻的13纵以及阻援的华东野战军2纵、9纵也丧失战斗能力。14日凌晨，胡率仅剩17人杀出莱阳，与援军会合。解放军攻克莱阳。
莱阳战役中，范汉杰的“胶东兵团”凭借优势装备以较少兵力迎战，以较小的代价重创解放军，在其战后报告称解放军山东兵团主力全部丧失战斗力。蒋介石将胶东兵团大部兵力调往其他战区，山东局势开始扭转。

## 脚注
1. ↑  范汉杰,